# Aston Forsberg

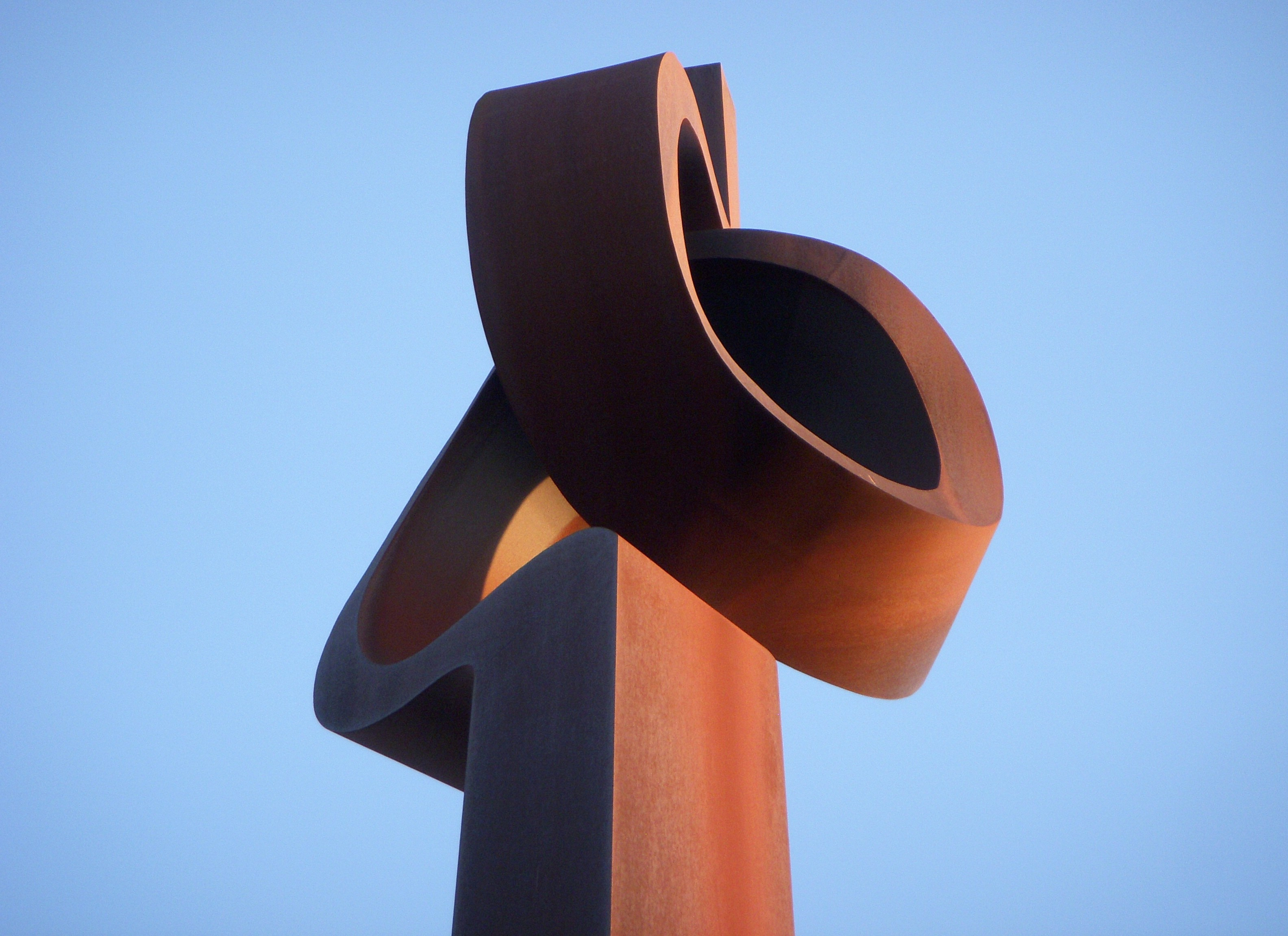
Vridande moment i Skärholmens centrum i Stockholm.

Stig Aston Forsberg, född 25 augusti 1922 i Alnö församling i Västernorrlands län, död 12 mars 2001 i Alnö församling, var en svensk skulptör.

## Biografi
Aston Forsberg växte upp i en sågverksarbetarmiljö på Alnön och arbetade själv på Hofvidssågen. Han studerade 1947-57 vid Lena Börjesons skola, Konstfack och Kungliga Akademien i Stockholm för Bror Hjorth och Stig Blomberg. Han gjorde studieresor i Frankrike, Spanien, Ryssland, Österrike och Tyskland.
Aston Forsberg är framför allt känd för kraftfulla offentliga verk i stål och betong. Bland dem finns stålskulpturen Vridande moment från 1968, som har blivit signum för Skärholmen.

## Offentliga verk i urval

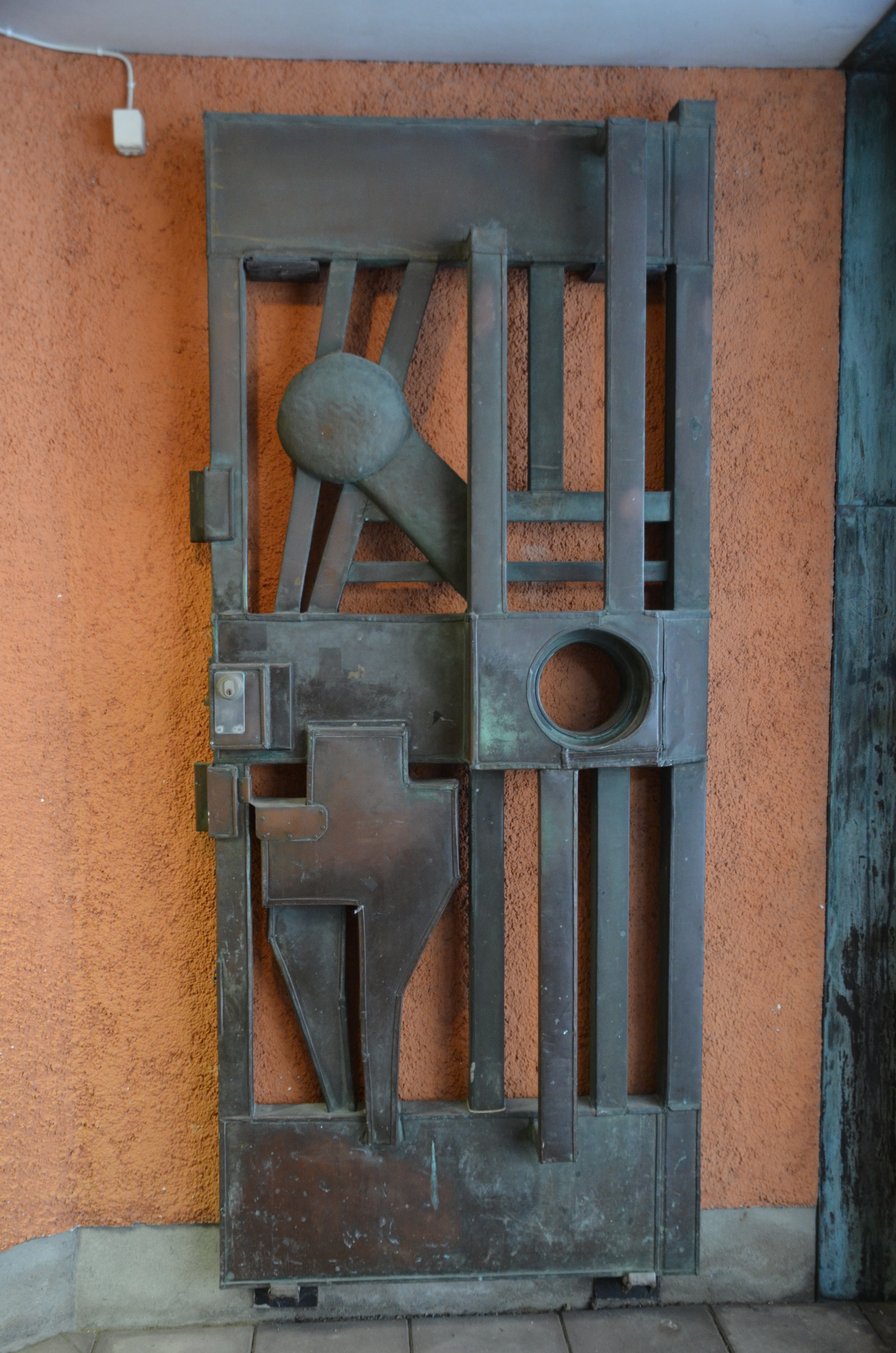
Gallergrind på Kungsholmen i Stockholm.

- Grindar i gjutjärn (1960), Folksamhuset i Stockholm
- Smidesskulptur (1963), Mormöskolan i Hammarö kommun
- Skiljegaller i stål och betong (1964), tunnelbanestation Slussen i Stockholm
- Bevingad kub (1969), cortenstål, Rudboda torg på Lidingö
- Gallergrindar i koppar på stålstomme (1967), Hantverkargatan 25, Murmästaren 13 i Stockholm
- Vridande moment (1968), cortenstål, Skärholmens centrum i Stockholm
- Labyrint, grind i syrafast stål (1966), Tingshuset i Örnsköldsvik
- Mutation på Sabbatsbergs sjukhus (1969)
- Väggrelief i färgad betong (1970), Rudbecksskolan i Sollentuna kommun
- Riksväg 2000 (1971), cortenstål, Landstingshusparken på Kungsholmen i Stockholm
- Omhändertagen (1978), brons, polis- och tingsrättbyggnaderna i Sundsvall
- Polykrom betongskulptur, Örebro universitet
- Granfröet (1983), brons, Hullsta Gård i Sollefteå
- Sågverksminnet (1985), koppar, Vi centrum på Alnön
- Entré till Folkets Park i Avesta
- Relief i stål, Folkets Hus i Sundsvall

## Bildgalleri

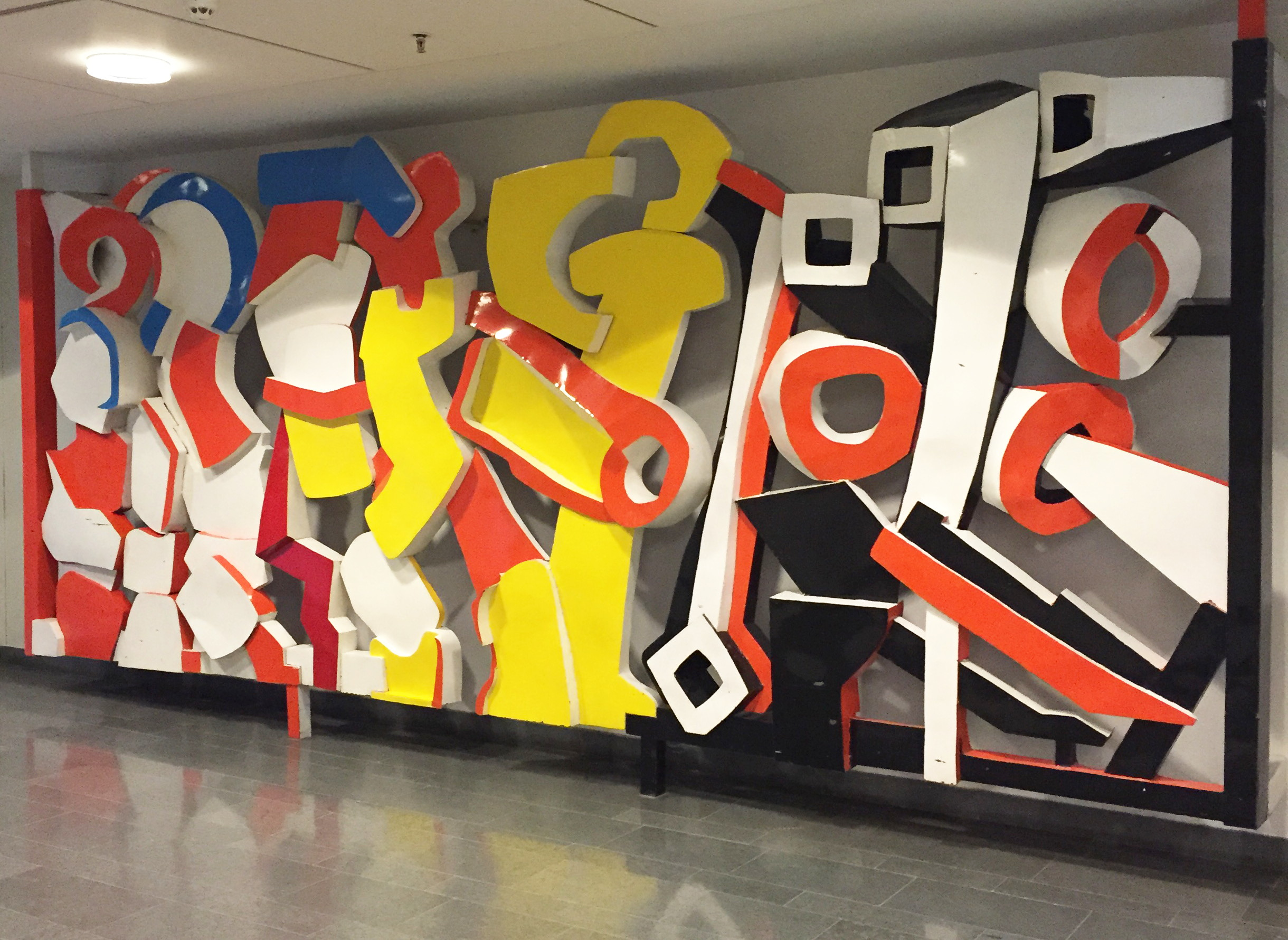
Mutation på Sabbatsbergs sjukhus i Stockholm
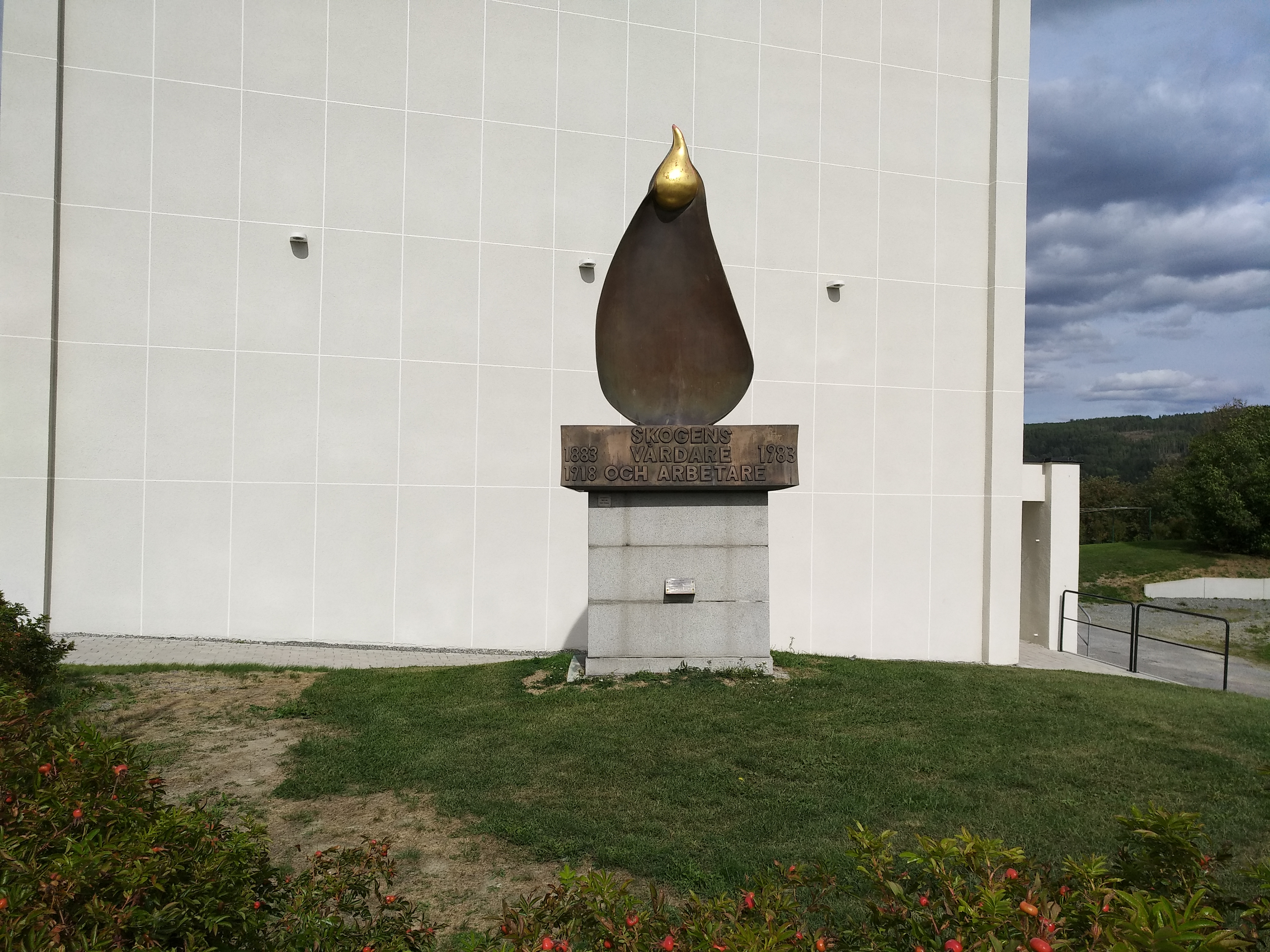
Granfröet (1983), brons, Hullsta Gård i Sollefteå
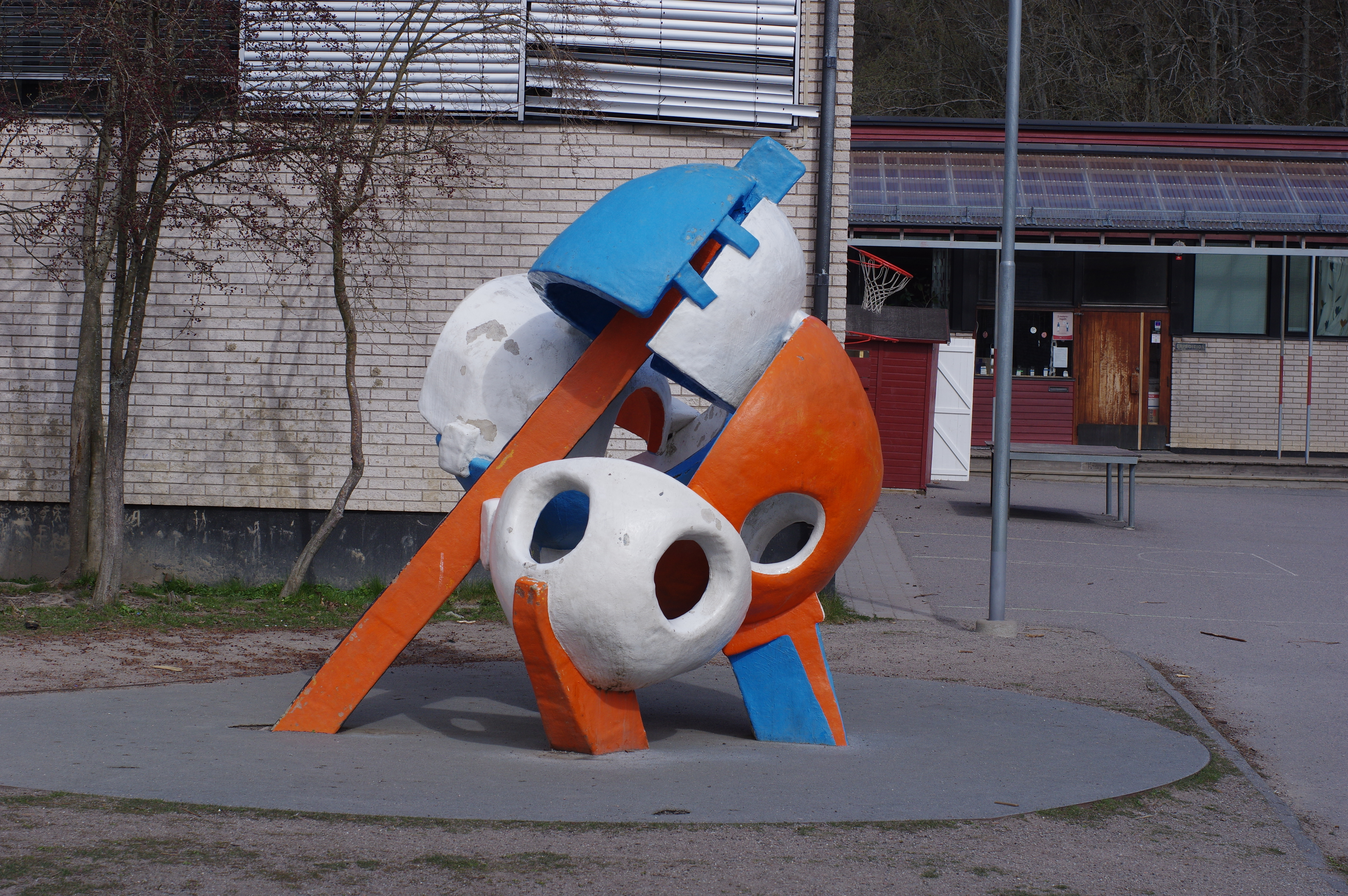
Sputnik
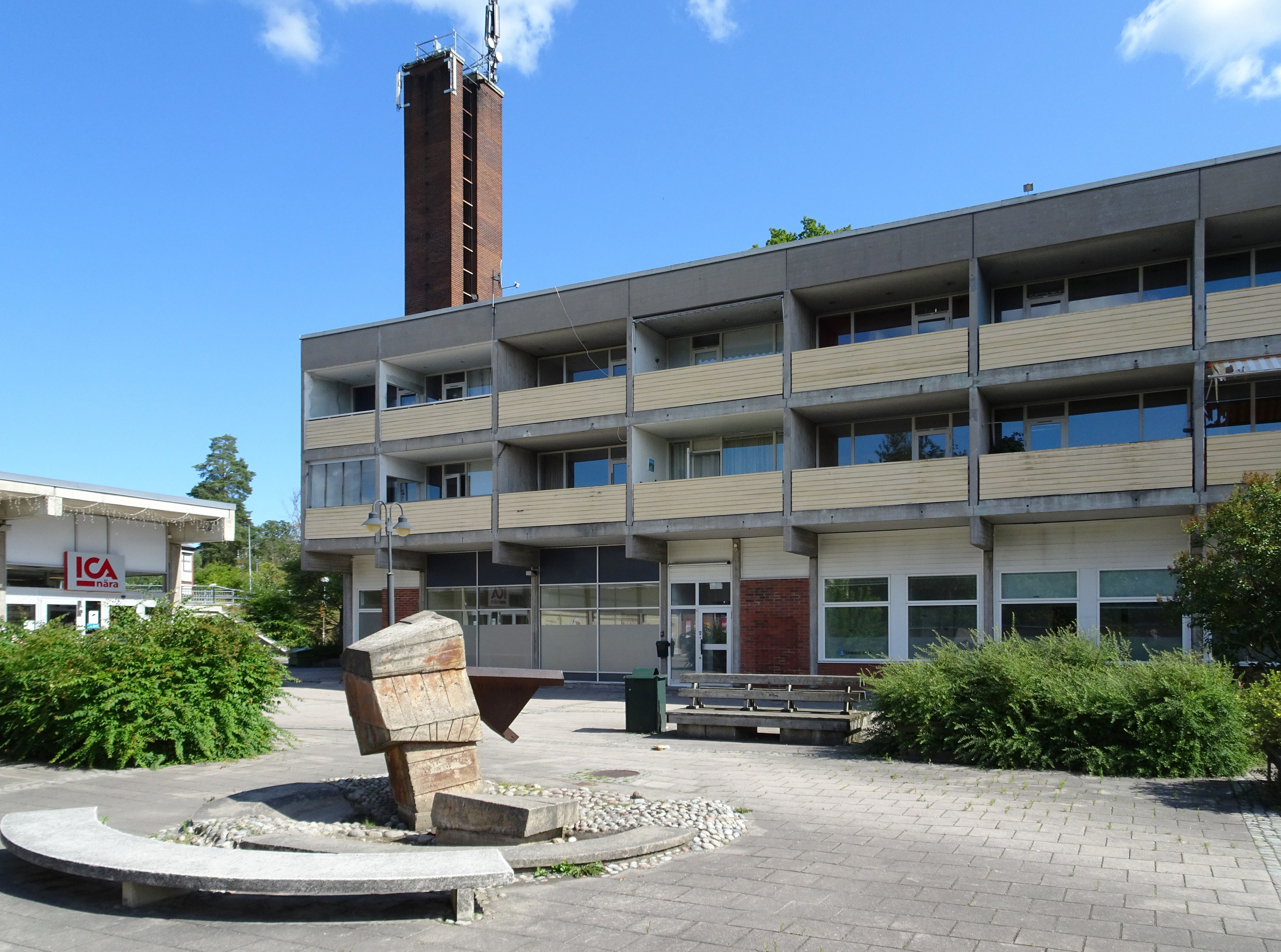
Bevingad kub (1969), cortenstål, Rudboda torg på Lidingö